# Trișciukî, Brodî
Trișciukî (în ucraineană Тріщуки) este un sat în comuna Iaseniv din raionul Brodî, regiunea Liov, Ucraina.

## Demografie
Componența lingvistică a localității Trișciukî
     Ucraineană (100%)
Conform recensământului din 2001, toată populația localității Trișciukî era vorbitoare de ucraineană (100%).